# Saviem
SAVIEM (Société Anonyme de Véhicules Industriels et d'Equipements Mécaniques) fu un'azienda francese di veicoli commerciali, entrata a far parte negli anni settanta del gruppo Renault, come Renault Trucks e successivamente come Irisbus.

## Storia
Alla fine del 1946, Renault abbandona la produzione di veicoli pesanti, perdendo la posizione dominante in Francia che ebbe prima della seconda guerra mondiale. Nel 1950 il technical chief officer di Renault, Fernand Picard, elabora un piano per rilanciare camion e bus basati su un motore da 105CV, produzione di larga scala. Nel 1953 la strategia cambia e Renault acquisisce Somua e Latil. Si crea quindi la Saviem nell'ottobre del 1955 dalla fusione di Renault camion e bus con Somua e Latil (Schneider Electric proprietaria di Somua e la famiglia Blum proprietaria di Latil).
Dal 1957 i veicoli hanno marchio Saviem-LRS dove l'acronimo rappresenta Latil, Renault, Somua; più tardi semplificato solo in Saviem. Nel 1959 Renault prende il controllo completo di Saviem. I primi veicoli furono i Renault Goélette e Galion e una nuova serie media e pesante fatta con motori Alfa Romeo e il supporto di Société des usines Chausson. Saviem diventa numero uno in Francia.
Durante gli anni sessanta viene introdotta una rinnovata gamma pesante JL, con un design rivisto e, nel 1964, la gamma S media (con Renault e Perkins Engines), svelato al Paris Motor Show.  Nel gennaio 1961, Saviem prende il controllo del costruttore di autobus Floirat, basato ad Annonay. Lo stesso anno, Saviem segna un accordo di cooperazione con Henschel-Werke. Nel 1962, Pierre Dreyfus decide di espandere le partnership europee di Saviem e l'azienda riceve capitali dallo Stato per ricapitalizzare ed ammodernare lo stabilimento di Limoges, produttore di motori diesel. Tra il 1963 e il 1966, Saviem muove la sua produzione da Parigi a Blainville-sur-Orne e Annonay. Nel 1967, a Blainville-sur-Orne vengono prodotti 26.000 veicoli e ad Annonay 1.777 autobus.
Dal 1963 al 1977, Saviem coopera con la tedesca MAN; Saviem fornisce cabine e MAN assali e motori. Il risultato fu il camion SM (Saviem-MAN) e JM in Francia. Renault introdusse anche il Super Galion, con Avia. Nel 1975 Saviem, con DAF, Volvo e Magirus-Deutz (presto parte di Iveco) diventano il Club dei Quattro per i veicoli medi. Lo stesso anno Saviem, Fiat e Alfa Romeo creano la fabbrica Sofim a Foggia al costo di 250 milioni di US$.
Nel gennaio 1968, la fabbrica principale Saviem a Blainville-sur-Orne fu teatro di una delle manifestazioni del Maggio francese.
Lo stato francese decise una riorganizzazione, e nel 1975 Renault acquisisce la Berliet dal gruppo Michelin. Nel 1978, Berliet e Saviem entrano a far parte della Renault Véhicules Industriels (RVI). Per due anni il marchio Saviem convisse con Renault, per poi sparire definitivamente dal mercato nel 1980. Nel 1977, ultimo anno di autonomia, Saviem produsse 35.059 bus e camion.

## Prodotti

### Camion

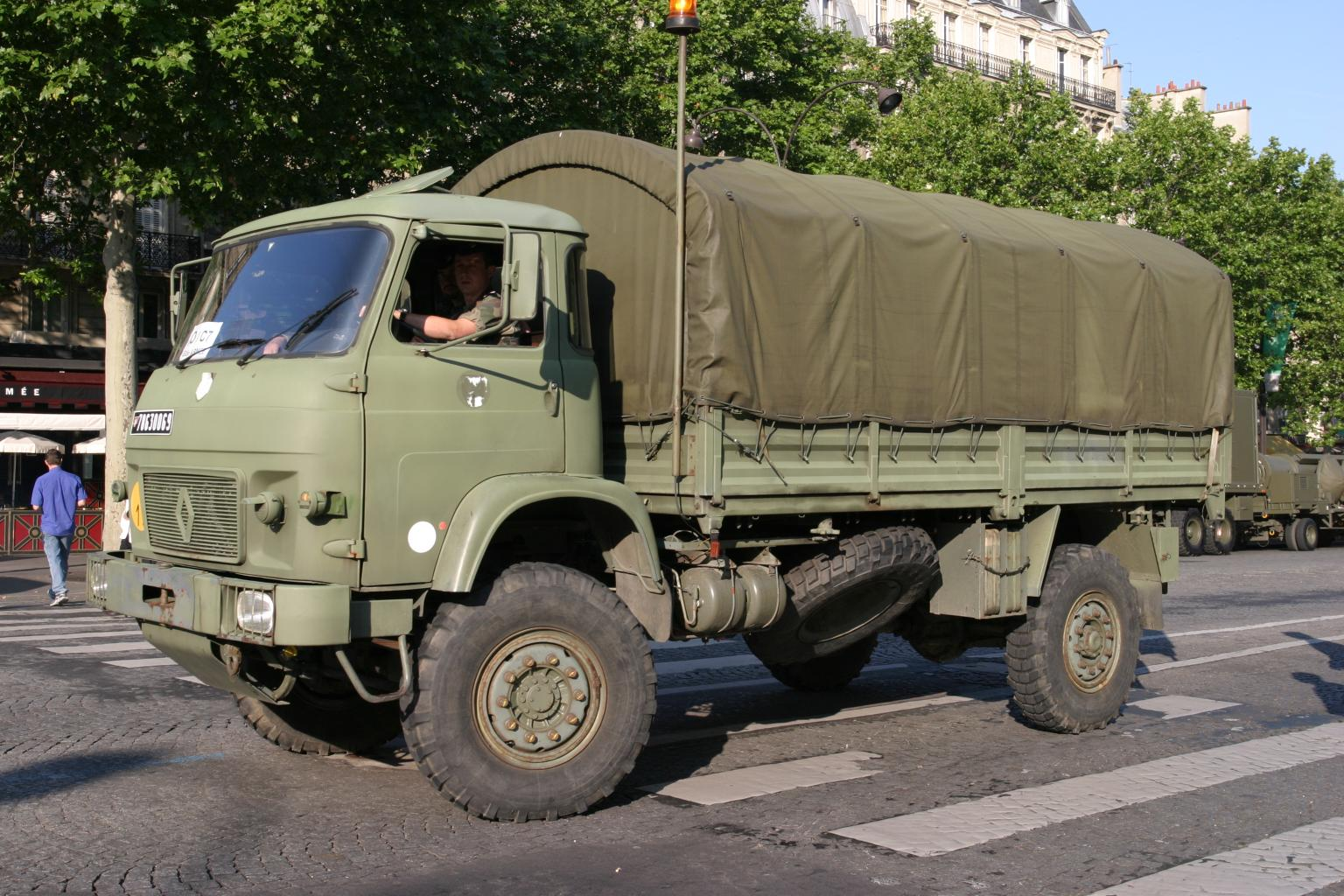
TRM 4000

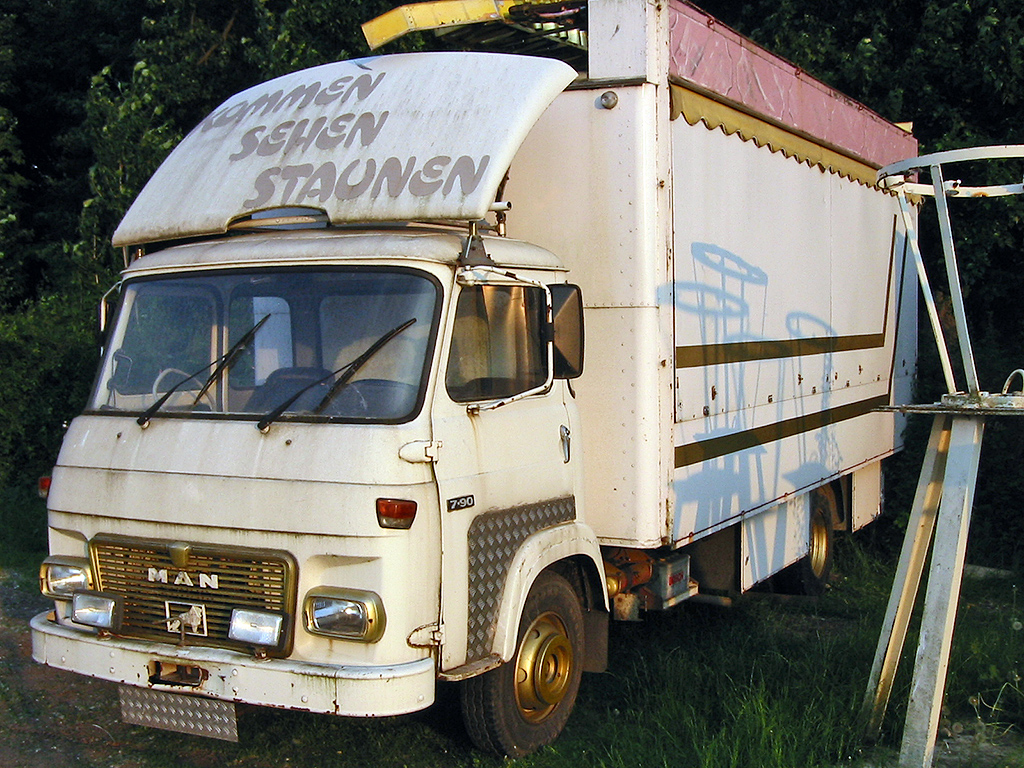
Saviem con marchio MAN, per il mercato tedesco

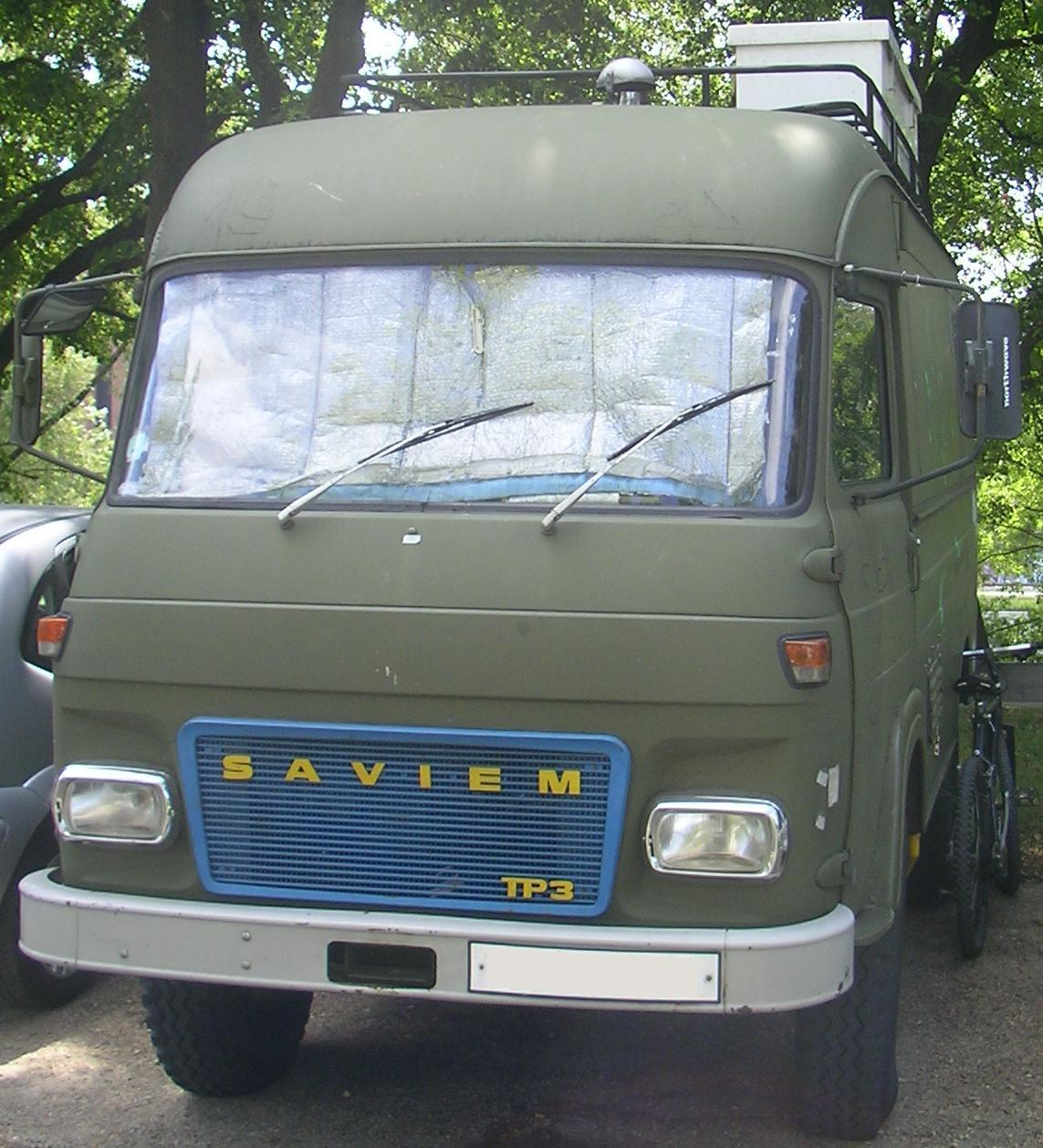
Saviem TP3 camper

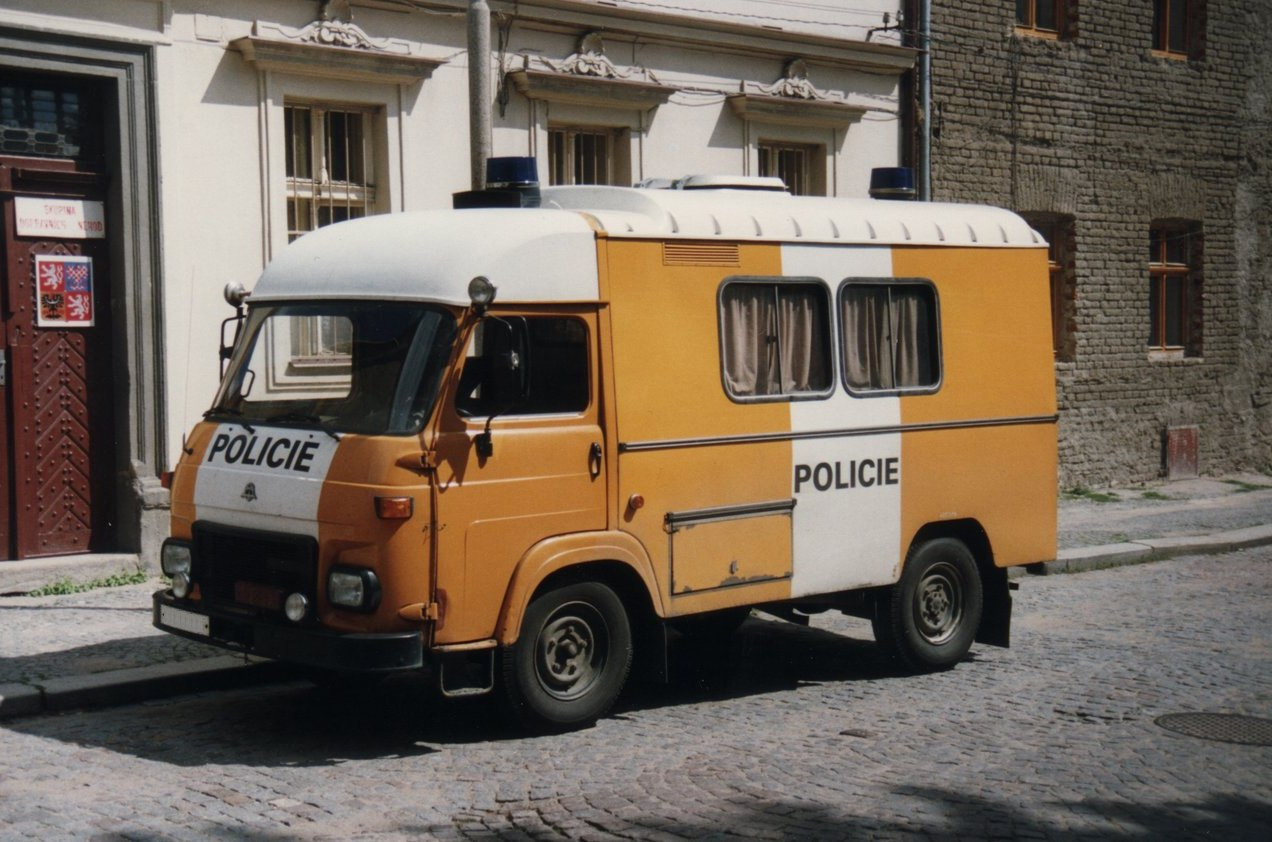
In cecoslovacchia dal 1967 Saviem licenzia la Avia per la fabbricazione

- Saviem/Renault Galion
- Saviem/Renault Goélette
- Saviem J
- Saviem JL20
- Saviem JL21
- Saviem JL23
- Saviem JL25
- Saviem JL29
- Saviem JL30
- Saviem JM170
- Saviem JM240
- Saviem S5
- Saviem S7
- Saviem S8
- Saviem S9
- Saviem SM Europe
- Saviem SM7
- Saviem SM8 TRM 4000
- Saviem Super Galion
- Saviem Super Goélette

### Bus

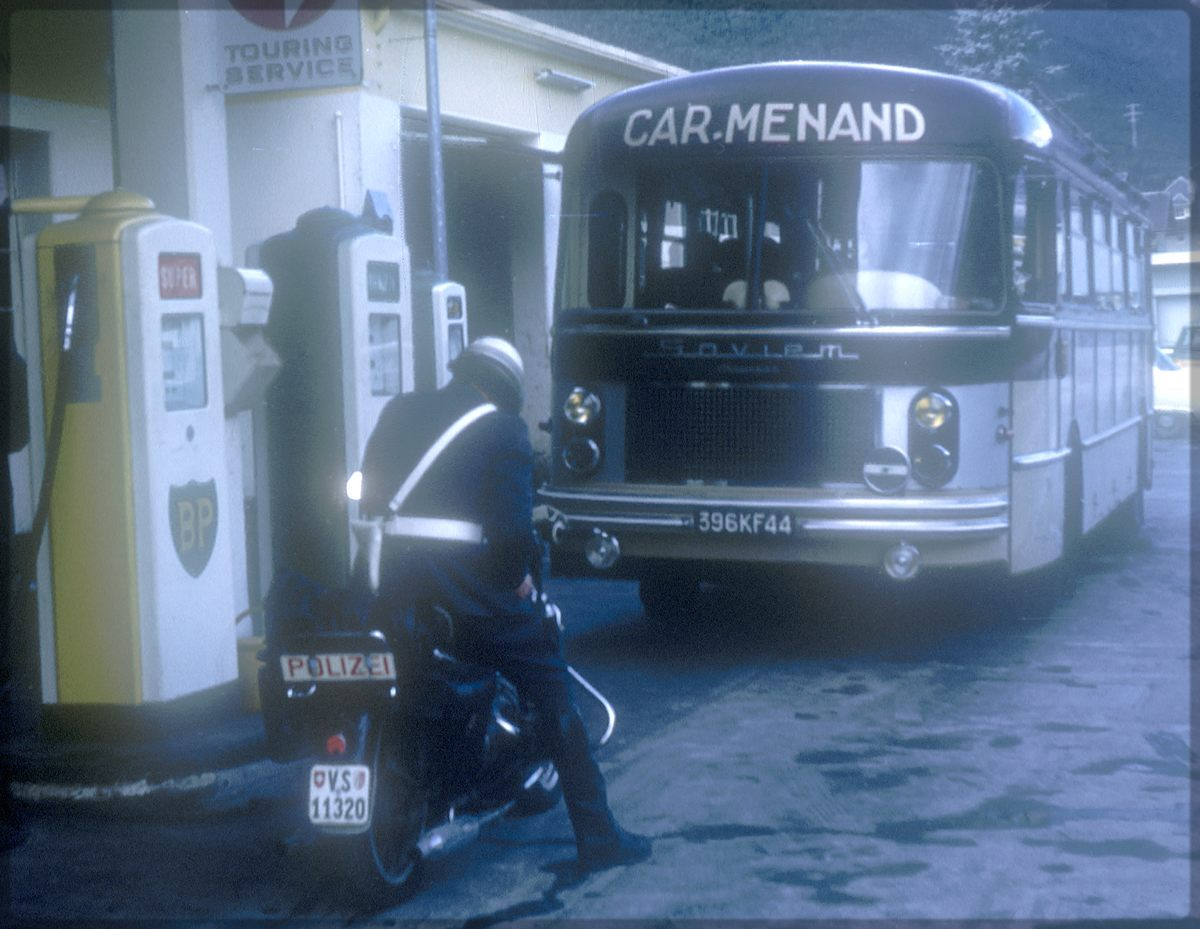
ZR 20

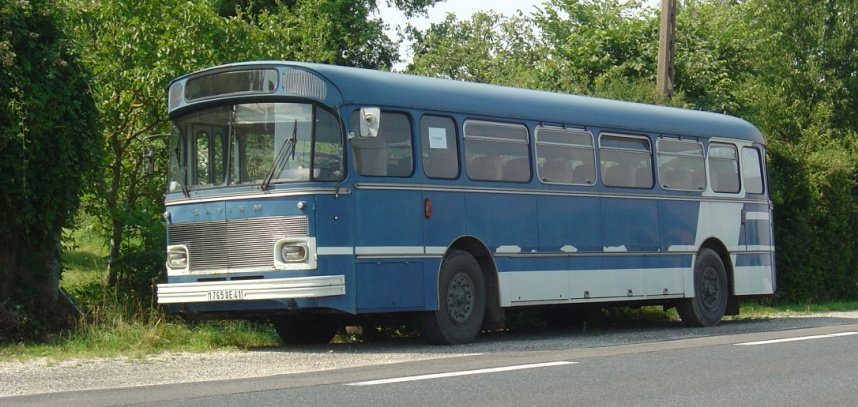
Saviem S45 GT

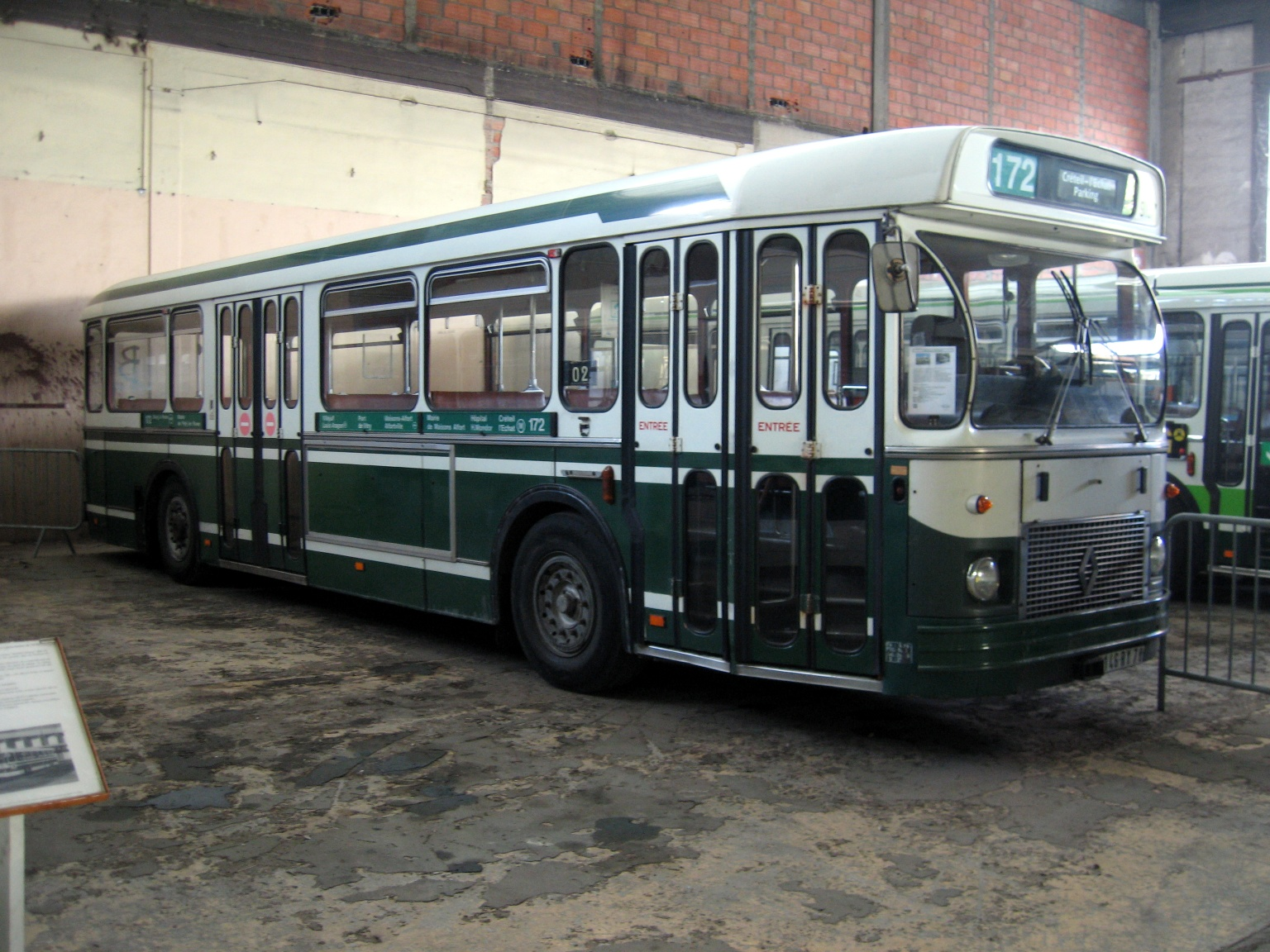
Saviem SC10 della RATP Paris

- ZR 20
- SC10
- S45
- S53
- S105
- E7 coach